# Kristina Hedenström
Kristina Hedenström, född 7 maj 1910 i Stockholm, död 2 november 1943 i Paris, var en svensk målare.
Hon var adoptivdotter till postkontrollören Karl Thorson i Göteborg. Hon gick under uppväxtåren under namnet Birgit Thorson. Hedenström studerade för Sigfrid Ullman vid Valands målarskola 1932–1934. När hon tilldelades ett resestipendium 1938 reste hon till Paris och försörjde sig till en början genom att stå modell vid olika konstskolor. Hon medverkade i Decemberutställningarna på Göteborgs konsthall och under Paristiden i utställningar på Institut Tessin. Association Artistique Suedoise A Paris och Svenska Institutet visade en minnesutställning med hennes konst 1988. Hennes pojkvän och kurskamrat under Valandstiden Torsten Billman cyklade strax före andra världskrigets utbrott ner till Paris för att förmå henne att återvända till Sverige.  
Kristina Hedenströms konst består av landskap från Kullavikstrakten och Öland, porträtt och målningar med ett symbolmättat innehåll. Hon finns representerad med ett självporträtt i Conrad Pineus samling och hos Nationalmuseum i Stockholm.